# William Yiampoy
William Yiampoy (William Oloonkishu Yiampoy; * 17. Mai 1974 in Emarti bei Kilgoris, Provinz Rift Valley) ist ein kenianischer Mittelstreckenläufer, der sich auf den 800-Meter-Lauf spezialisiert hat.
Bei den Olympischen Spielen 2000 in Sydney schied er im Halbfinale aus. 2001 wurde er Vierter bei den Leichtathletik-Weltmeisterschaften in Edmonton und beim IAAF Grand Prix Finale. 2002 wurde er afrikanischer Vizemeister. 2004 wurde er Fünfter bei den Hallenweltmeisterschaften in Budapest und Afrikameister. Bei den Weltmeisterschaften 2005 in Helsinki gewann er die Bronzemedaille. 2005 und 2006 wurde er jeweils Vierter beim Leichtathletik-Weltfinale.
Am 24. August 2006 stellte er zusammen mit Joseph Mwengi Mutua, Ismael Kipngetich Kombich und Wilfred Bungei den aktuellen Weltrekord im 4-mal-800-Meter-Staffellauf auf (7:02,43 min).
Yiampoy ist 1,83 m groß und wiegt 70 kg. Er ist bei der Präsidentengarde der Polizei angestellt und lebt in Ngong bei Nairobi. Sein Trainer ist Gianni Ghidini, sein Manager Gianni Demadonna. 

## Persönliche Bestleistungen
- 800 m: 1:42,91 min, 8. September 2002, Rieti
- 1000 m: 2:14,41 min, 5. September 1999, Rieti
- 1500 m: 3:34,12 min, 4. Juli 2001, Lausanne